# Janis Paige
Donna Mae Tjaden (Tacoma, Washington; 16 de septiembre de 1922-Los Ángeles, California; 2 de junio de 2024), conocida artísticamente como Janis Paige, fue una actriz y cantante estadounidense. Nacida en Tacoma, Washington, comenzó a cantar en espectáculos locales de aficionados a los cinco años. Después del instituto, se trasladó a Los Ángeles, donde se convirtió en cantante en el Hollywood Canteen durante la Segunda Guerra Mundial, además de posar como modelo pin-up. Esto la llevaría a conseguir un contrato cinematográfico con la Warner Bros., aunque más tarde dejaría el estudio para dedicarse al teatro en vivo, apareciendo en varios espectáculos de Broadway. Durante gran parte de su carrera siguió alternando el cine y el teatro. A partir de mediados de los años cincuenta, también hizo numerosas apariciones en televisión, además de protagonizar su propia comedia It's Always Jan. Con una carrera de más de 60 años, fue una de las últimas estrellas supervivientes de la Edad de Oro de Hollywood. Paige se convirtió en centenaria el 16 de septiembre de 2022.

## Biografía y carrera

### Primeros años
Paige nació como Donna Mae Tjaden en Tacoma, Washington, el 16 de septiembre de 1922, y comenzó a cantar en público a los cinco años en espectáculos locales de aficionados. Se trasladó a Los Ángeles tras terminar el instituto y fue contratada como cantante en el Hollywood Canteen durante la Segunda Guerra Mundial. Durante la guerra, los pilotos de las Fuerzas Aéreas del Ejército de los Estados Unidos que volaban con el P-61 Black Widow la eligieron como su "Black Widow Girl". En agradecimiento, posó como modelo pin-up, vestida con un traje apropiado.

### Cine y Broadway
El Hollywood Canteen era un club patrocinado por los estudios para los miembros del ejército. Un agente de Warner Bros. vio su potencial y la contrató. Comenzó a coprotagonizar musicales de bajo presupuesto, a menudo junto a Dennis Morgan o Jack Carson. Coprotagonizó Romance on the High Seas (1948), la película en la que Doris Day debutó en el cine. Posteriormente, Paige coprotagonizó aventuras y dramas en los que se sentía fuera de lugar. Tras su papel en Two Gals and a Guy (1951), decidió abandonar Hollywood.
Paige actuó en Broadway y tuvo un gran éxito en una obra de comedia y misterio de 1951, Remains to Be Seen, coprotagonizada por Jackie Cooper. También realizó giras con éxito como cantante de cabaret. En abril de 1947, fue coronada "Miss Damsite" y participó en la ceremonia de inauguración de la presa McNary, en el río Columbia, junto a Cornelia Morton McNary, viuda del senador Charles L. McNary, y el gobernador de Oregón, Earl Snell.
El estrellato llegó en 1954 con su papel de Babe en el musical de Broadway The Pajama Game. Apareció en la portada de diciembre de 1954 de Esquire, donde aparecía en una pose seductora tomada por el fotógrafo estadounidense Maxwell Frederic Coplan. Para la versión cinematográfica, el estudio quería una gran estrella de cine para garantizar el éxito de la película, por lo que se ofreció el papel de Sid, de John Raitt, a Frank Sinatra, que habría formado pareja con Paige. Cuando Sinatra lo rechazó, los productores ofrecieron el papel de Babe de Paige a Doris Day, que aceptó y fue emparejada con Raitt.
Tras seis años de ausencia, Paige regresó a Hollywood en La bella de Moscú (1957), protagonizada por Fred Astaire y Cyd Charisse, la comedia de Doris Day y David Niven Please Don't Eat the Daisies (1960), y como vecina casada y hambrienta de amor en Bachelor in Paradise (1961) con Bob Hope. Un raro papel dramático fue el de Marion, una prostituta institucionalizada, en The Caretakers (1963).

### Teatro musical y retorno a Broadway
Paige regresó a Broadway en 1963 en la efímera Here's Love. En 1968, cuando después de casi dos años Angela Lansbury dejó la producción de Broadway del musical Mame para llevar el espectáculo a una gira limitada por Estados Unidos, Paige fue la estrella elegida para ser la primera sustituta en Broadway, y admiró el personaje, diciendo: "Es un alma libre. Puede estar deprimida, pero nunca fuera. No tiene prejuicios. Dice lo que piensa con una maravillosa honestidad, que es la única manera de decir algo".
Paige actuó en producciones en gira de musicales como Annie Get Your Gun, Aplauso, Sweet Charity, Ballroom, Gypsy: Una fábula musical y Guys and Dolls. En 1984, volvió a actuar en Broadway con Kevin McCarthy en una obra no musical, Alone Together. La gira de prueba dio a Paige su primera experiencia en el circuito de teatro de verano del este, donde dijo que el público "se reía tanto que había que esperar", y disfrutó tanto del papel que lo volvió a interpretar en 1988 en el Coconut Grove Playhouse, esta vez con Robert Reed.

### Televisión
Durante la temporada televisiva de 1955-1956, Paige protagonizó su propia comedia de situación de la CBS, It's Always Jan, coprotagonizada por Merry Anders, en el papel de Janis Stewart, una madre viuda, y sus dos compañeras de piso interpretadas por Anders y Patricia Bright.
Paige hizo su debut en la televisión dramática en directo el 27 de junio de 1957, en "The Latch Key" en el Lux Video Theatre. Apareció como la trovadora Hallie Martin en el episodio de El fugitivo "Ballad For a Ghost" (1964). Paige tuvo un papel recurrente como Tía V, la hermana de Tom Bradford, en Eight Is Enough.
Paige apareció como una camarera llamada Denise en las temporadas séptima y novena de All in the Family. En su primera aparición, tiene un flirteo con Archie Bunker.
También apareció en 87th Precinct; The Pat Boone Chevy Showroom; Trapper John M.D.; Columbo; Caroline in the City; y en la película para televisión de 1975 John O'Hara's Gibbsville (también conocida como The Turning Point of Jim Malloy). En los años ochenta y noventa, apareció en las telenovelas Capitol (1987, como Laureen, la primera esposa de Sam Clegg), General Hospital (1989-1990, como la llamativa tía Iona de Katharine Delafield, una falsificadora), y Santa Barbara (1990-1993, sustituyendo a la mucho mayor Dame Judith Anderson como la matriarca Minx Lockridge). En 1982, apareció en St. Elsewhere como una exhibicionista que acechaba en los pasillos del hospital para "animar" a los pacientes masculinos. Aunque su personaje decía que "celebraba su 50 cumpleaños", la Sra. Paige tenía en realidad 60 años en el momento del rodaje.
En 1986, apareció con Richard Kline y Bert Convy en Super Password.

### Paseo de la Fama
Paige recibió una estrella en la sección de cine del Paseo de la Fama de Hollywood, en el 6624 de Hollywood Boulevard, el 9 de febrero de 1960.

## Vida personal y fallecimiento
Paige casó tres veces. Se casó con Frank Louis Martinelli Jr., un restaurador, en 1947 y se divorciaron en 1951. Posteriormente se casó con Arthur Stander, guionista de televisión y creador de It's Always Jan, en 1956 y se divorció de él al año siguiente. Paige se casó con el compositor y editor musical Ray Gilbert en 1962. Estuvieron casados hasta la muerte de este, el 3 de marzo de 1976. No tuvo hijos.
Paige era republicana y apoyó la campaña de Dwight Eisenhower durante las elecciones presidenciales de 1952.
En 2001, Paige descubrió que su voz se quebraba con daños casi irreparables en las cuerdas vocales. Acudió a un profesor de canto que le recomendó un amigo. La voz de Paige acabó empeorando y no pudo hablar en absoluto. "Me quitó literalmente la voz", dijo. "Perdí toda mi voz superior. No podía mantener un tono durante un segundo. Al final, no pude emitir ningún sonido. Me dijo que todo esto volvería. Y no lo hizo". Otro profesor de canto le dijo que fuera a la clínica de la voz del Centro Médico de la Universidad de Vanderbilt, en Nashville. "Había trozos de piel que colgaban de mis cuerdas vocales", dijo. "Me dijeron que me fuera a casa y que no hablara durante tres meses". Finalmente, un médico le presentó a otro profesor de canto, Bruce Eckstut. Él la ayudó a recuperar la voz y el canto.
En 2017 Paige escribió una columna como invitada para The Hollywood Reporter en la que declaró que Alfred Bloomingdale había intentado violarla cuando tenía 22 años. Fue agredida sexualmente después de ser atraída al apartamento de Bloomingdale bajo falsos pretextos.
Paige cumplió 100 años el 16 de septiembre de 2022. Falleció en su casa de Los Ángeles el 2 de junio de 2024, a la edad de 101 años.